# Дом купца Дягилева
Дом купца Дягилева — трёхэтажный каменный особняк, построенный в середине XIX века на улице Ленина, в городе Старый Оскол Белгородской области. Памятник истории и культуры регионального значения. В настоящее время в доме разместились офисы различных организаций, на первом этаже торговые заведения, работает Всероссийское общество глухих.

## История
Дом купца Дягилева построен во второй половине XIX века в городе Старый Оскол по красной линии улицы Ленина, «п-образной» формы. Изначально строение было двухэтажное. Третий этаж был надстроен после Великой Отечественной войны. В нём сохранён ритм окон, но отсутствует пластика здания. Если судить по характеру окон, то на первом этаже размещались торговые помещения, а на втором и впоследствии на третьем этаже были жилые комнаты и квартиры.
В этом доме в 1917 году разместился Старооскольский Совет рабочих и солдатских депутатов. Вскоре, подражая Петрограду, старооскольцы прозвали это здание «Смольным».
Здание является памятником архитектуры регионального значения и находится под охраной государства.
В 2016 году дом признали аварийным и начали расселять. Завершить этот процесс планировали к концу 2021 года, а до декабря 2022 – снести здание. 8 февраля 2023 года прогнившие перекрытия верхнего этажа не выдержали и обвалились вместе с частью чердака.

## Архитектура
Первый этаж здания рустован, нижние окна и дверные проёмы по ширине больше окон второго этажа, имеют в обрамлении простые наличники. Первый и второй этажи разделены профилированной тягой, под окнами второго этажа расположены неглубокие ниши. Простенки между окном имеют срезанными углы, а над окнами сооружены арочные ниши. Вверху по осям простенков расположены концентрические углы. Пилястры крепят углы здания. Трёхступенчатый карниз завершает фасад строения.
На главном фасаде здания, в середине 70-х годов XX века, была установлена металлическая мемориальная доска размером 25х40 см. На ней нанесено рельефное изображение части лаврового венка и контура флага с изображением на его поле звезды в верхнем левом углу, имеется надпись, которая гласит: «В этом здании в 1917 – 1919 гг. находился Старооскольский Совет рабочих и солдатских депутатов».